# Surdas
Sūr-Dās ou Soûr-Dâs (IAST: Sūr, Devanagari: सूर), xvie siècle ? « serviteur du soleil »), est considéré comme le plus grand poète en langue braj du courant de la littérature de dévotion (bhakti) à Krishna qui s'est développé dans le Nord de l'Inde au cours du xvie siècle. Sûr Dâs est ainsi un bhagat. Son œuvre la plus célèbre est le Sur-Sâgar (« L'Océan de Sur »).
Certains de ses écrits sont aussi repris comme hymnes dans le livre saint du sikhisme, le Guru Granth Sahib.

## Biographie

### Datation

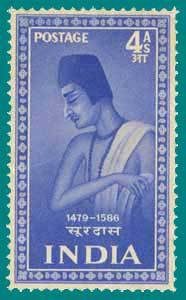
Timbre à l'effigie de Surdas, émis en 1952 par la Poste indienne.

Diverses dates de naissance et de mort sont avancées pour Sûr-Dâs. Jean Varenne donne 1503-1563. Pour la traductrice de Sûr Dâs en français , l'indianiste Charlotte Vaudeville, plusieurs éléments plaident en faveur de la date de naissance en 1528 (et non celle de 1479 donnée par la tradition hagiographique  des Vallabhites — ni celle de 1498 qu'on rencontre dans d'autres traditions liées à ce courant). Finalement, Vaudeville penche pour une période de vie qui s'étend approximativement de 1530 à 1610. L'indianiste Françoise Delavoye  s'en tient prudemment à la mention générale du XVIe siècle, date qu'elle assortit d'un point d'interrogation. Quant à John S. Halwey, un des meilleurs connaisseurs de ce poète, il déclare que « en réalité, nous n'avons aucune connaissance sûre à propos de la vie de Sûr-Dâs », y compris de ses dates de naissance et de décès. Hawley précise toutefois: « D'un point de vue biographique, tout ce que nous pouvons savoir, c'est que ce grand poète a vécu quelque part dans le nord de l'Inde au cours du xvie siècle. Sur le plan littéraire, en revanche, nous en savons plus. »

### Vie
Delavoy souligne également que « l'on connaît mal la biographie de Sûr-Dâs (...) alors qu'il y a une vaste littérature hagiographique sur [lui] », car peu de sources fiables en parlent. En effet, les éléments que l'on connaît proviennent essentiellement de sources hagiographiques. On sait que son œuvre s'insère dans le courant littéraire de dévotion à Krishna qui s'est développée dans le courant du xvie siècle en pays braj, à savoir la région de Mathurâ et le long de la Yamuna au sud de Delhi.    
Selon ces traditions hagiographiques, Surdas s'appellerait en fait Madan Mohan, et il serait un brahmane issu d'une famille de haut rang. Il aurait appris la poésie et la musique très tôt, étant rapidement reconnu pour son talent dans ces arts. Il aurait été musicien de temple à Agra et Mathura et aurait traduit le Bhâgavata Purâna en langue braj. D'aucuns affirment qu'il aurait été gouverneur de la province de Sandila (Uttar Pradesh) durant le règne (1556 - 1605) de l'empereur Akbar le Grand. Surdas aurait abandonné sa tâche pour vivre avec des hommes pieux, puis serait mort à Vârânasî. 

### Le poète aveugle
Certains historiens mentionnent un autre Surdas, aveugle tandis d'autres estiment que Surdas le bhagat et le poète aveugle ne sont qu'un,. Hawley relève que pendant très longtemps on a considéré que Surdas était aveugle, car cela justifiait la clarté de sa vision spirituelle. On ne sait pas très bien quand cette légende s'est répandue, mais elle a été reprise sous de nombreuses formes. Tantôt il est aveugle de naissance, tantôt c'est Krishna qui lui apparaît, après quoi Surdas demande à la divinité de lui ôter la vue afin que rien ne puisse troubler la splendeur de ce dont il a été témoin. Ce type d'histoire a été largement véhiculé, en tout cas depuis la deuxième moitié du xviie siècle, par le courant des Vallabah Sampraday (« Tradition de Vallabah »), très attaché à l’œuvre de Surdas.

## Œuvre

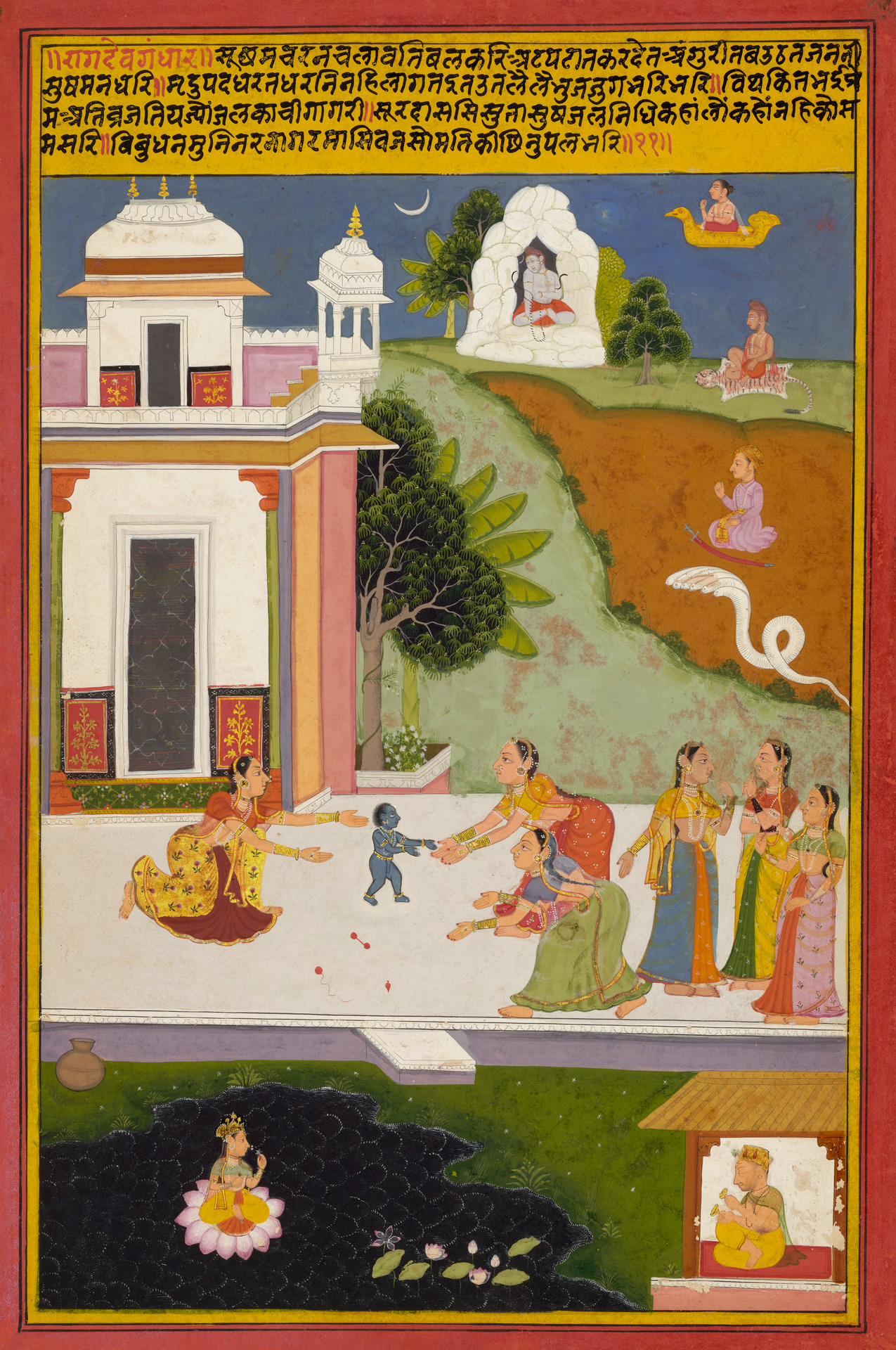
Krishna faisant son premier pas. Miniature d'un manuscrit (vers 1700) du Sûr-Sagâr (Océan de Sûr). Auteur anonyme. Yale University Art Gallery.

Aveugle ou non, Sûr-Dâs est célèbre pour avoir composé de très nombreuses prières adressées au Seigneur Krishna. Sûr-Dâs sut en effet mettre son génie poétique et musical au service de son immense ferveur religieuse. Reprenant dans ses textes inspirés un thème du livre X du Bhâgavata Purâna, il chante surtout l'enfance de Krishna, en particulier la danse du dieu avec les bouvières (gopi) du Braj lors de la pleine lune d'automne. Séduites et envoûtées par la flûte du bel adolescent, celles-ci oublient leurs époux et les conventions sociales. Mais le poète met aussi en scène la nostalgie du dieu quand il ne trouve pas les bouvières, le chagrin de celles-ci quand elles sont séparées de lui, mais aussi la préférence de Krishna pour Râdhâ, autant de thèmes qui seront repris dans l'iconographie populaire, les chansons et le cinéma.
L'ouvrage le plus connu de Sûr-Dâs est le Sûr-Sâgar (« l'Océan de Sûr »). Il comprend de nombreux textes apocryphes, que l'on ne trouve pas dans les manuscrits les plus anciens, ainsi que des prières (vinaya) qui pourraient avoir été composés par Sûr-Dâs à la fin de sa vie. Quand il évoque Krishna, Sûr-Dâs n'oublie jamais qu'il est un avatar divin, et donc l'Adorable, le dieu suprême. L'aspect érotique de la relation avec les gopis est donc symbolique: on a bien affaire ici à une forme d'amour divin.
Sur le plan philosophique, les œuvres de Sûr-Dâs s'inscrivent dans la tradition de Chaïtanya (1485-1531), elle-même reliée à la conception des Vedanta développée par Vallabha (1479-1531) et reprise plus tard par le grand poète Tulsidâs (1532-1623). Selon ce courant — souvent qualifié de saguna (« doté d'attiributs ») — la dévotion s'adresse à un dieu personnel, doué d'une existence autonome et d'attributs spécifiques (raison pour laquelle il est appelé « saguna »),. Parmi les grands représentants de ce courant, on compte Sûr-Dâs, Tulsidas,  et la poètesse Mirabai.

## Postérité
Sûr-Dâs est l'incarnation même de l'écrivain et artiste en langue braj. Si son nom signifie « serviteur du soleil », dans le Braj (région au sud de Delhi), il est considéré comme le soleil lui-même. Et bien que son nom soit souvent associé à d'autres grands écrivains comme Kabir (1440 - 1518) et Tulsidas (1532-1623), la revendication de la primauté de Sur remonte déjà à la fin du xvie siècle. Un poème d'origine et de date incertaines mais très répandu ne dit-il pas: 

« Le soleil est Sur; Tulsi, la lune;

Keshavdas (en), les étoiles.

Les poètes d'aujourd'hui ne sont guère plus que des lucioles

Qui clignotent deci delà. »

Quant au Bhaktamâl (la guirlande des amoureux de Dieu), un important recueil de biographies d'auteurs, paru vers 1600 et dont l'influence s'est étendue sur tout le nord de l'Inde, il met Sûr-Dâs au premier rang pour ce qui est des qualités littéraires: tours de phrase, épigrammes, assonances, description sont autant d'éléments qu'il maîtrise parfaitement. Et d'affirmer: « Quel poète, entendant les poèmes de Surdas, ne hocherait-il pas la tête de plaisir? »